# Seth Godin
Pour les articles homonymes, voir Godin.
Seth Godin (né le 10 juillet 1960) est un entrepreneur américain, ancien responsable du marketing direct de Yahoo, ainsi qu'un auteur et conférencier à succès dans le domaine du marketing.

## Biographie
Godin naît à Mount Vernon en 1960. Son père est propriétaire d'une usine à Buffalo, dans l'État de New York et sa mère travaille dans un musée.
En 1984, il obtient un MBA de Stanford. Par la suite, il crée plusieurs start-ups. L'une d'elles, Yoyodyne, fondée en 1990, est rachetée par Yahoo ! en 1998 pour 30 millions de dollars. À la suite de cette acquisition, il devient vice-président de Yahoo chargé du marketing direct.
En 1999, il publie l'ouvrage Permission marketing qui connaît un succès de librairie. Il y popularise le concept éponyme ("marketing par permission"), un mode d'approche de la communication/publicité qui demande l'autorisation des personnes ciblées, contrairement au "marketing par interruption"). La finalité du permission marketing est d'inciter le client à entrer puis à accepter des niveaux croissants de permission, c'est-à-dire de consentement vis-à-vis d'une marque ou d'un produit, via un programme de marketing relationnel.
En 2006, il fonde un site communautaire, Squidoo, qui permet aux utilisateurs de créer des pages sur leurs centres d'intérêt.
Son livre Êtes-vous indispensable ?, publié en 2010, va au-delà du marketing pour venir aborder le développement personnel. Seth Godin a ensuite lancé le projet Domino avec Amazon et publié Poke the Box, puis Nous sommes tous singuliers, des livres exhortant à secouer le statu quo, se lancer et agir. En février 2012, il met en ligne sur son blog son nouveau manifeste "Stop Stealing Dreams", en téléchargement libre.